# 年
年 (année) est un sinogramme et un kanji composé de 6 traits et fondé sur 干. Il fait partie des kyôiku kanji de 1re année.
Son caractère Unicode est 5E74.
Nián en est la transcription en hanyu pinyin. Il se lit ネン (nen) en lecture on et とし (toshi) en lecture kun.

## Exemples

### En chinois
- 新年快乐 (xīn nián kuài lè) : Bonne année !

### En japonais
- 年 (toshi) : année
- 今年 (kotoshi) : cette année
- 毎年 (maitoshi) : chaque année
- 去年 (kyonen) : l'année dernière
- 来年 (rainen) : l'année prochaine
- 新年 (shinnen) : la nouvelle année
- 年賀 (nenga) : vœux de Nouvel An
- 年賀状 (nengajoo) : carte de vœux de Nouvel An